# كأس إيطاليا 2011–12
كأس إيطاليا لكرة القدم موسم 2011-2012 والمعروفة أيضا باسم كأس اتصالات الموبايل الإيطالية لأسباب تعود لشروط الرعاية تعتبر النسخة رقم 64 في تاريخها. كما في الموسم السابق فقد شارك 78 فريق في البطولة التي كان يحمل لقبها فريق إنتر ميلان. حقق لقب البطولة نادي نابولي الذي استطاع من خلالها المشاركة في دور المجموعات مباشرة في بطولة دوري أوروبا 2012–13.

## الأندية المشاركة
الدرجة الأولى (20 فريق)
| - أتالانتا - بولونيا - كالياري - كاتانيا - تشيزينا | - كييفو فيرونا - فيورنتينا - جنوة - إنتر ميلان - يوفنتوس | - لاتسيو - ليتشي - إيه سي ميلان - نابولي - نوفارا | - باليرمو - بارما - روما - سيينا - أودينيزي |

الدرجة الثانية (22 فريق)
| - ألبينوليفي - أسكولي - باري - بريشيا - تشيتاديلا - كروتوني | - إمبولي - غروسيتو - غوبيو - يوفي ستابيا - ليفورنو - مودينا | - نوتشيرينا - بادوفا - بيسكارا - ريجينا - سامبدوريا - ساسولو | - تورينو - فاريزي - هيلاس فيرونا - فيتشينزا |

الدرجة الثالثة (27 فريق)
| - ألساندريا - أفيلينو - بارليتا - بينيفينتو - كاربي - كاراريزي - كومو | - فيرالبي سالو - فوجيا - فروسينوني - لاكويلا - لاتينا - لوميزاني - بياتشينزا | - بيزا - بورتوغروارو سوماغا - براتو - أورورا برو باتريا - ريجيانا - سيراكوزا - سورينتو | - سبيزيا - تارانتو - تراباني - ترييستينا - تريتيوم - فيرتوس لانتشيانو |

الدرجة الرابعة (9 فرق)
| - باكولي سيبيلا فليغريا - كاسيرتانا - كاستيل ريغوني - بوميليانو - تشيتا دي بونتيديرا | - فالي داوستي سانت كريستوف - تاماي - تيرامو - فوغيرا |

## الطريقة
الفرق تشارك في البطولة في مختلف الأدوار حسب التالي:
- المرحلة الأولى (خروج المغلوب من مباراة واحدة)
  - الدور الأول: 36 فريق من الدرجة الثالثة والرابعة.
  - الدور الثاني: 18 فريق فائز في الدور الأول ينضمون إلى 22 فريق من الدرجة الثانية.
  - الدور الثالث: 20 فريق فائز من الدور الثاني ينضمون إلى 12 فريق من الدرجة الأولى التي احتلت المراكز من التاسع إلى العشرين في الموسم السابق.
  - الدور الرابع: 16 فائز من الدور الثالث يواجهون بعضهم البعض.
- المرحلة الثانية
  - دور الـ16 (مباراة واحدة): تم توزيع الفرق إلى 8 مجموعات موجهة.
  - الدور الربع النهائي: مباراتي ذهاب وإياب
  - الدور النصف النهائي: مباراتي ذهاب وإياب
- المباراة النهائية: يقام على ملعب الأولمبيكو في روما.

## الدور النهائي

### الدور الثمن النهائي
| يوفنتوس                                         | 1 – 2 (ب.و.إ.) | بولونيا           |
| ----------------------------------------------- | -------------- | ----------------- |
| إيمانويلي جياكيريني 90' · كلاوديو ماركيزيو 102' | Report         | 90+6' أندريا راجي |

| باليرمو                                                             | 4-4 (ب.و.إ.) | سيينا                                                                                |
| ------------------------------------------------------------------- | ------------ | ------------------------------------------------------------------------------------ |
| يوزيب إيليتشيتش 39' (ضرب.)، 46'، 90+3' (ضرب.) · نيكولاس بيرتولو 98' | تقرير        | ريجينالدو فيريرا 21'، 59' · بابلو أندريس غونزاليز 40' · أنجيل ماريانو دي ألميدا 100' |

| لاتسيو                                             | 3-2   | هيلاس فيرونا                                    |
| -------------------------------------------------- | ----- | ----------------------------------------------- |
| أندريه دياز 44' · تومازو روكي 57' · هيرنانيز 90+1' | تقرير | إيمانويلي بيريتوني 61' · ماركو دي أليساندرو 74' |

| أودينيزي              | 1-2   | كييفو فيرونا                         |
| --------------------- | ----- | ------------------------------------ |
| أنطونيو دي ناتالي 84' | تقرير | باولو ساماركو 9' · سيريل ثيريو 90+1' |

| روما                                    | 3-0   | فيورينتينا |
| --------------------------------------- | ----- | ---------- |
| إريك لاميلا 53'، 66' · فابيو بوريني 75' | تقرير |            |

| نابولي                                | 2-1   | تشيزينا            |
| ------------------------------------- | ----- | ------------------ |
| إدينسون كافاني 65' · غوران بانديف 86' | تقرير | شتيفان بوبيسكو 20' |

| إيه سي ميلان                              | 2-1   | نوفارا                 |
| ----------------------------------------- | ----- | ---------------------- |
| ستيفان الشعراوي 24' · أليكساندر باتو 100' | تقرير | إيفان رادوفانوفيتش 88' |

| إنتر ميلان                  | 2-1   | جنوة              |
| --------------------------- | ----- | ----------------- |
| مايكون 9' · أندريا بولي 49' | تقرير | فالتر بيرسا 90+1' |

### الربع النهائي
| يوفنتوس                                                                     | 3-0   | روما |
| --------------------------------------------------------------------------- | ----- | ---- |
| إيمانويلي جياكيريني 6' · أليساندرو دل بييرو 30' · سيمون كيير 90' (هدف عكسي) | تقرير |      |

| كييفو فيرونا | 0-1   | سيينا            |
| ------------ | ----- | ---------------- |
|              | تقرير | ماتيا ديسترو 54' |

| نابولي                           | 2-0   | إنتر ميلان |
| -------------------------------- | ----- | ---------- |
| إدينسون كافاني 50' (ضرب.)، 90+3' | تقرير |            |

| إيه سي ميلان                                              | 3-1   | لاتسيو        |
| --------------------------------------------------------- | ----- | ------------- |
| روبينهو 15' · كلارنس سيدورف 18' · زلاتان إبراهيموفيتش 84' | تقرير | جبريل سيسي 5' |

### النصف النهائي

#### مرحلة الذهاب
| إيه سي ميلان        | 1-2   | يوفنتوس                |
| ------------------- | ----- | ---------------------- |
| ستيفان الشعراوي 62' | تقرير | مارتن كاسيريس 53'، 83' |

| سيينا                                        | 2-1   | نابولي                          |
| -------------------------------------------- | ----- | ------------------------------- |
| ريجينالدو فيريرا 42' · غايتانو داغوستينو 66' | تقرير | إيمانويلي بيزولي 86' (هدف عكسي) |

#### مرحلة الإياب
| إيه سي ميلان                                | 2-2   | يوفنتوس                          |
| ------------------------------------------- | ----- | -------------------------------- |
| أليساندرو دل بييرو 28' · ميركو فوسينيتش 96' | تقرير | جمال مصباح 51' · ماكسي لوبيز 81' |

| نابولي                                               | 2-0   | سيينا |
| ---------------------------------------------------- | ----- | ----- |
| سيموني فيرجاسولا 10' (هدف عكسي) · إدينسون كافاني 31' | تقرير |       |

### النهائي
| يوفنتوس | 0-2   | نابولي                                       |
| ------- | ----- | -------------------------------------------- |
|         | تقرير | إدينسون كافاني 63' (ضرب.) · ماريك هامشيك 83' |

| نابولي | يوفنتوس |

| نابولي:       |    |                    |       |
|               |    |                    |       |
| حارس مرمى     | 1  | مورغان دي سانكتس   | 80'   |
| ظهير أيمن     | 6  | سالفاتوري أرونيكا  |       |
| قلب دفاع      | 14 | هوغو كامبانيارو    |       |
| قلب دفاع      | 28 | باولو كانافارو     | 56'   |
| ظهير أيسر     | 18 | خوان كاميلو زونيغا |       |
| وسط مدافع     | 20 | بليريم دزيمايلي    | 54'   |
| وسط محوري     | 88 | غوخان إنلر         |       |
| جناح أيمن     | 11 | كريستيان مادجو     |       |
| جناح أيسر     | 22 | إزكويل لافيزي      | 73'   |
| وسط مهاجم     | 17 | ماريك هامشيك       | 86'   |
| مهاجم         | 7  | إدينسون كافاني     | 90+3' |
| البدلاء:      |    |                    |       |
| حارس مرمى     | 83 | أنطونيو روزاتي     |       |
| مدافع         | 2  | جانلوكا غرافا      |       |
| مدافع         | 8  | أندريا دوسينا      | 85'   |
| مدافع         | 21 | فيديريكو فيرنانديز |       |
| مدافع         | 85 | ميغيل بريتوس       | 90+3' |
| مهاجم         | 16 | إدواردو فارغاس     |       |
| مهاجم         | 29 | غوران بانديف       | 73'   |
| المدرب:       |    |                    |       |
| والتر ماتزاري |    |                    |       |

| يوفنتوس:      |    |                     |     |     |
|               |    |                     |     |     |
| حارس مرمى     | 30 | ماركو ستوراري       | 62' |     |
| ظهير أيمن     | 26 | ستيفان ليكتستينر    | 68' |     |
| قلب دفاع      | 15 | أندريا بارزالي      |     |     |
| قلب دفاع      | 19 | ليوناردو بونوتشي    |     |     |
| ظهير أيسر     | 4  | مارتن كاسيريس       |     |     |
| وسط مدافع     | 8  | كلاوديو ماركيزيو    | 40' |     |
| وسط محوري     | 21 | أندريا بيرلو        |     |     |
| وسط محوري     | 28 | مارسيلو إستيغاريبيا |     |     |
| وسط مهاجم     | 22 | أرتورو فيدال        |     |     |
| مهاجم         | 10 | أليساندرو دل بييرو  | 68' |     |
| مهاجم         | 23 | ماركو بورييلو       | 64' | 72' |
| البدلاء:      |    |                     |     |     |
| حارس مرمى     | 13 | أليكس مانينغر       |     |     |
| وسط           | 7  | سيموني بيبي         | 68' |     |
| وسط           | 20 | سيموني بادوين       |     |     |
| وسط           | 22 | إيمانويلي جياكيريني |     |     |
| مهاجم         | 14 | ميركو فوسينيتش      | 68' |     |
| مهاجم         | 18 | فابيو كوالياريلا    | 72' |     |
| مهاجم         | 32 | أليساندرو ماتري     |     |     |
| المدرب:       |    |                     |     |     |
| أنطونيو كونتي |    |                     |     |     |

| الحكام المساعدون: جيورجيو نيكولاي كريستيانو كوبيلي الحكم الرابع: ماورو بيرغونزي |